# Runovići
Runovići (italsky Novanio) je opčina v Chorvatsku ve Splitsko-dalmatské župě. Nachází se blízko bosenských hranic, asi 8 km jižně od Imotski. V roce 2011 v opčině žilo 2 416 obyvatel. Správním střediskem a největším sídlem opčiny je téměř stejnojmenná vesnice Runović.
Opčina zahrnuje celkem 3 samostatné vesnice:
- Podosoje – 40 obyvatel
- Runović – 2 024 obyvatel
- Slivno – 352 obyvatel